# Nepitia detractaria
Nepitia detractaria là một loài bướm đêm trong họ Geometridae.